# James Gleason
Pour les articles homonymes, voir Gleason.
James Gleason, dit Jimmy Gleason, est un acteur, réalisateur, scénariste, producteur et dramaturge américain, né le 23 mai 1882 à New York, New York, et mort le 12 avril 1959 à Woodland Hills (États-Unis).

## Biographie
James Austin Gleason, né dans la ville de New York, est le fils de parents acteurs : Mina Crolius (1858 - 1931) et William Lawrence Gleason (1850 - 1909).
Dans sa jeunesse, James participe à la guerre hispano-américaine de 1898, alors qu'il n'a que 16 ans. Par la suite, il rejoint la troupe du Liberty Theater, à Oakland, en Californie. C'est durant cette période qu'il rencontre sa femme, Lucile Webster (1888 - 1947), qui deviendra son épouse en 1906, et avec qui il partira rejoindre une autre troupe, celle du Baker Theater, à Portland, dans l'Oregon. De leur union naît un fils, Russell Gleason (1908 - 1945), qui deviendra également acteur mais décède, en 1945, après une chute du haut d'une fenêtre d'un hôtel.
À partir de 1914, James Gleason se produit dans les théâtres de Broadway, avant de s'engager lors de la Première Guerre Mondiale puis de remonter sur les planches entre 1919 et 1928. Il fait sa première apparition cinématographique, en 1922, dans Polly of the follies de John Emerson. En parallèle, les premiers courts métrages dans lesquels jouent l'acteur sont l'occasion de le voir en compagnie de sa femme, celle-ci menant par la suite sa propre carrière d'actrice.
Il décède le 12 avril 1959 d'une crise d'asthme et est enterré au cimetière Holy Cross, à Culver City, en Californie. James Gleason obtient le 8 février 1960, à titre posthume, une étoile sur le Walk of fame, dans le quartier d'Hollywood à Los Angeles, en Californie.

## Théâtre

### Comédien
- 1914 : Pretty Mrs. Smith, d'Oliver Morosco et Elmer Harris, mise en scène de T. Daniel Frawley, Casino Theatre : George
- 1919 : The Five Million, de Guy Bolton et Frank Mandel, mise en scène de Robert Milton, Lyric Theatre : 'Mac'
- 1920 : The Charm School, d'Alice Duer Miller et Robert Milton, Bijou Theatre : George Boyd
- 1921 : Like a King, de Kohn Hunter Booth, 39th Street Theatre : Nathaniel Artemus Alden
- 1923 : The Deep Tangled Wildwood, de George S. Kaufman et Marc Connelly, mise en scène Hugh Ford, Frazee Theatre : James Parks Leland
- 1924 : The Lady Killer, d'Alice Mandel et Frank Mandel, Morosco Theatre : Gregory
- 1925 : Is Zat So?, de James Gleason et Richard Taber, 39th Street Theatre et Chanin's 46th Street Theatre : A. B. 'Hap' Hurley

### Dramaturge
- 1925 : Is Zat So?, comédie en trois actes
- 1925 : The Fall Guy, mélodrame en trois actes
- 1927 : The Shannons of Broadway, comédie en trois actes
- 1928 : Rain or Shine, comédie musicale en deux actes

### Metteur en scène
- 1925 :  The Butter and Egg Man de George S. Kaufman[8].

## Filmographie
Sauf indication contraire, les informations mentionnées dans cette section peuvent être confirmées par la base de données cinématographiques IMDb,  présente dans la section « Liens externes ».

### Acteur

#### Cinéma

##### Années 1920
- Longs métrages
  - 1922 : Polly of the Follies (en) de John Emerson : Paul Gordon
  - 1928 : The Count of Ten (en) de James Flood : Johnny's manager
  - 1929 : Broadway Melody (The Broadway melody) de Harry Beaumont : Music publisher (non crédité)
  - 1929 : Oh, Yeah! de Tay Garnett : Dusty Reilly
  - 1929 : The Shannons of Broadway (en) d'Emmett J. Flynn : Mickey Shannon
- Courts métrages
  - 1929 : Meet the missus d'Arvid E. Gillstrom : The husband
  - 1929 : The Garden of eatin' de John J. Mescall : N/A
  - 1929 : Fairways and foul de Robert Fellows et John J. Mescall : Husband

##### Années 1930
- Longs métrages 
  - 1930 : Vertige (Puttin' on the ritz) d'Edward Sloman : James Tierney
  - 1930 : The Swellhead de James Flood : Johnny Trump
  - 1930 : Dumbbells in Ermine (en) de John G. Adolfi : Mike
  - 1930 : The Matrimonial Bed (en) de Michael Curtiz : Gustave Corton
  - 1930 : Son homme (Her Man) de Tay Garnett : Steve
  - 1930 : Big Money (en) de Russell Mack : Tom
  - 1931 : Beyond victory (en) de John S. Robertson et Edward H. Griffith (non crédité) : Private Jim Mobley
  - 1931 : It's a Wise Child de Robert Z. Leonard : Cool Kelly
  - 1931 : Âmes libres (A free soul) de Clarence Brown : Eddie
  - 1931 : Sweepstakes (en) d'Albert S. Rogell : Sleepy Jones
  - 1931 : The Big Gamble de Fred Niblo : Squint Dugan
  - 1931 : L'Étrange mission du Nordlande (Suicide fleet) d'Albert S. Rogell : Skeets
  - 1932 : Fast companions de Kurt Neumann : Silk Henley
  - 1932 : Le Provocateur (Lady and Gent) de Stephen Roberts : Pin Streaver
  - 1932 : La Reine des girls (Blondie of the Follies) d'Edmund Goulding : Pa McClune
  - 1932 : The Crooked circle de H. Bruce Humberstone : Arthur Crimmer
  - 1932 : The All-american de Russell Mack et George Stevens (non crédité) : Chick Knipe
  - 1932 : The Devil is driving de Benjamin Stoloff : 'Beef' Evans
  - 1932 : The Penguin pool murder de George Archenbaud : Police inspector Oscar Piper
  - 1933 : The Billion dollar scandal de Harry Joe Brown : Ratsy Harris
  - 1933 : Clear all wires ! de George W. Hill : Lefty Williams
  - 1933 : Houp là (Hoop-La) de Frank Lloyd  : Jerry
  - 1934 : Orders is orders de Walter Forde : Ed Waggermeyer
  - 1934 : The Meanest gal in town de Russell Mack (non crédité) : Duke Slater
  - 1934 : L'École de la beauté (Search for Beauty) d'Erle C. Kenton : Dan Healey
  - 1934 : Premier amour (Change of heart) de John G. Blystone : Le vendeur de hot-dogs (non crédité)
  - 1934 : Murder on the blackboard de George Archainbaud : Inspector Oscar Piper
  - 1935 : Helldorado de James Cruze : Sam Barnes
  - 1935 : Murder on a honeymoon de Lloyd Corrigan : Inspector Oscar Piper
  - 1935 : Tel père tel fils (West point of the air) de Richard Rosson : 'Bags'
  - 1935 : Hot tip de James Gleason et Ray McCarey : Jimmy McGill
  - 1935 : We're only human de James Flood : Detective Danny Walsh
  - 1936 : Murder on a bridle path de William Hamilton et Edward Killy : Police insp. Oscar Piper
  - 1936 : Mon ex-femme détective (The Ex-Mrs. Bradford) de Stephen Roberts : Inspecteur Corrigan
  - 1936 : Yours for the Asking d'Alexander Hall : Saratoga
  - 1936 : Gardez-les sous les verrous (Don't Turn 'em Loose) de Benjamin Stoloff  : Détective Daniels
  - 1936 : The Big Game de George Nichols Jr. et Edward Killy : George Scott
  - 1936 : Le Meurtre de John Carter (The plot thickens) de Ben Holmes : Oscar Piper
  - 1937 : Forty Naughty Girls d'Edward F. Cline : Inspecteur Oscar Piper
  - 1937 : Manhattan Merry-Go-Round de Charles Reisner : Danny the duck
  - 1938 : The Higgins Family de Gus Meins : Joe Higgins
  - 1938 : Army Girl de George Nichols Jr. : Sgt. 'Three Star' Hennessy
  - 1939 : My wife's relatives de Gus Meins : Joe Higgins
  - 1939 : Should husbands work ? de Gus Meins : Joe Higgins
  - 1939 : Sur les pointes (On your toes) de Ray Enright : Phil Dolan, Sr.
  - 1939 : The Covered Trailer de Gus Meins : Joe Higgins
  - 1939 : Money to Burn de Gus Meins : Joe Higgins

- Courts métrages 
  - 1930 : Don't believe it de William Watson : N/A
  - 1931 : Where canaries sing bass de George Green : N/A
  - 1931 : Slow poison de Harry Sweet : N/A
  - 1931 : Doomed to win de George Green : N/A
  - 1932 : High hats and low brows de Harry Sweet: Danny Ruff
  - 1932 : Rule 'em and weep de Harry Sweet : Spike Mc Gorey
  - 1932 : Stealin' homede Harry Sweet : N/A
  - 1932 : Lights Out de James W. Horne : N/A
  - 1932 : Yoo-Hoo de James W. Horne : Jimmy Gleason
  - 1932 : Always kickin' de James Gleason : N/A
  - 1932 : A hockey hick de James Gleason : N/A
  - 1933 : Rock-a-Bye cowboy de George Stevens : Jimmy
  - 1933 : Alias the professor de James W. Horne : N/A
  - 1933 : Mister Mugg de James W. Horne : N/A
  - 1933 : Gleason's new deal de James W. Horne : N/A
  - 1933 : Pie for two, court métrage de James W. Horne : N/A

##### Années 1940
- 1940 : Grandpa Goes to Town de Gus Meins : Joe Higgins
- 1940 : Earl of Puddlestone de Gus Meins : Joe Higgins
- 1941 : L'Homme de la rue (Meet John Doe) de Frank Capra : Henry Connell
- 1941 : Ma femme se marie demain (Affectionately Yours) de Lloyd Bacon : Chester Phillips
- 1941 : Le défunt récalcitrant (Here comes Mr. Jordan) d'Alexander Hall : Max Cork
- 1941 : Tanks a million de Fred Guiol : Col. 'Spitfire' Barkley
- 1941 : Nine lives are not enough d'A. Edward Sutherland : Sergeant Daniels
- 1941 : Débuts à Broadway (Babes on Broadway) de Busby Berkeley : Thornton Reed
- 1942 : Hay Foot de Fred Guiol : Colonel J.A. Barkley
- 1942 : Le Faucon mène l'enquête (A date with the Falcon) d'Irving Reis : Inspector Mike O'Hara
- 1942 : Mon amie Sally (My gal Sal) d'Irving Cummings : Pat Hawley
- 1942 : Le Retour du Faucon (The Falcon takes over) d'Irving Reis : Inspector Mike O'Hara
- 1942 : Swing au cœur (Footlight serenade) de Gregory Ratoff : Bruce McKay
- 1942 : Six Destins (Tales of Manhattan) de Julien Duvivier : Joe
- 1942 : Manila calling d'Herbert I. Leeds : Tim O'Rourke
- 1943 : Requins d'acier (Crash dive) d'Archie Mayo Le Chef Mike 'Mac' McDonnell
- 1943 : Un nommé Joe (A guy named Joe) de Victor Fleming : 'Nails' Kilpatrick
- 1944 : Étrange Histoire (Once upon a time) d'Alexander Hall : 'L'Âne' McGillicuddy
- 1944 : Arsenic et Vieilles Dentelles (Arsenic and old lace) de Frank Capra : Lieutenant Rooney
- 1944 : Les Clés du royaume (The keys of the kingdom) de John M. Stahl : Rev. Dr. Wilbur Fiske
- 1945 : This Man's Navy de William A. Wellman : Jimmy Shannon
- 1945 : Le Lys de Brooklyn (A tree grows in Brooklyn) d'Elia Kazan : McGarrity
- 1945 : L'Horloge (The clock) de Vincente Minnelli  et Fred Zinnemann (non crédité) : Al Henry
- 1945 : Capitaine Eddie (Captain Eddie')' de Lloyd Bacon : Tom Clark
- 1946 : The hoodlum saint de Norman Taurog : Snarp
- 1946 : Champagne pour deux (The well-groomed bride) de Sidney Lanfield : Capt. Hornby
- 1946 : Maman déteste la police (Home Sweet Homicide) de Lloyd Bacon : Le sergent O'Hare[9].
- 1946 : Lady Luck (en), d'Edwin L. Marin : Sacramento Sam
- 1947 : L'Amour au trot (The homestretch) : Doc Kilborne
- 1947 : L'Étoile des étoiles (Down to earth) d'Alexander Hall : Max Corkle
- 1947 : Honni soit qui mal y pense (The Bishop's wife) de Henry Koster : Sylvester
- 1947 : Taïkoun (Tycoon) de Richard Wallace : Pop Mathews
- 1948 : Madame et ses pantins (Smart woman) d'Edward A. Blatt : Sam Corkle
- 1948 : Le Bourgeois téméraire (The dude goes west) de Kurt Neumann : Sam Briggs
- 1948 : Sa dernière foulée (The return of October) de Joseph H. Lewis : Uncle Willie Ramsey
- 1948 : À toi pour la vie (When My Baby Smiles at Me) de Walter Lang : Lefty Moore
- 1949 : Garçons en cage (Bad boy) de Kurt Neumann : Chief
- 1949 : The Life of Riley (en) d'Irving Brecher (en) : Gillis
- 1949 : Take one false step de Chester Erskine : Gledhill
- 1949 : Miss Grain de sel (Miss Grant takes Richmond), de Lloyd Bacon : Timothy P. Gleason'

##### Années 1950
- Longs métrages
  - 1950 : La clé sous la porte (Key to the city) de George Sidney : Sergeant Hogan
  - 1950 : Taxi, s'il vous plait (The yellow cab man) de Jack Donohue : Mickey Corkins
  - 1950 : Jour de chance (Riding high) de Frank Capra : Le secrétaire de course (Racing secretary)
  - 1950 : Gare au percepteur (The jackpot) de Walter Lang : Harry Summers
  - 1950 : Joe Palooka in the squared circle de Reginald Le Borg : Knobby Walsh
  - 1951 : Two gals and a guy d'Alfred E. Green : Max Howard
  - 1951 : Joo Palooka in triple cross de Reginald Le Borg : Knobby Walsh
  - 1951 : Feu sur le gang (Come fill the cup) de Gordon Douglas : Charley Dolan
  - 1951 : La Femme de mes rêves (I'll see you in my dreams) de Michael Curtiz : Fred Thompson
  - 1952 : Cinq Mariages à l'essai (We're not married !) d'Edmund Goulding : Duffy
  - 1952 : The story of Will Rogers de Michael Curtiz : Bert Lynn
  - 1952 : Deux Durs à cuire (What Price Glory) de John Ford : Gén. Cokely
  - 1953 : L'Éternel féminin (Forever female) d'Irving Rapper : Eddie Woods
  - 1954 : Je dois tuer (Suddenly) de Lewis Allen : Peter 'Pop' Benson
  - 1954 : Hollywood thrill-makers, de Bernard B. Ray : Risky Russell
  - 1955 : La Nuit du chasseur (The night of the hunter) de Charles Laughton : Birdie Steptoe
  - 1955 : The girl rush de Robert Pirosh : Ether Ferguson
  - 1956 : La corde est prête (Star in the dust) de Charles F. Haas : Orval Jones
  - 1957 : Spring reunion de Robert Pirosh : Mr. 'Collie' Collyer (crédité comme Jimmy Gleason)
  - 1957 : Amour frénétique (Loving you) de Hal Kanter : Carl Meade
  - 1958 : Le Salaire du diable (Man in the shadow) de Jack Arnold : Hank James
  - 1958 : Femmes devant le désir (The female animal) de Harry Keller : Tom Maloney
  - 1958 : Calibre 44 (Man or gun) d'Albert C. Gannaway : Sheriff Jim Jackson
  - 1958 : Trois Bébés sur les bras (Rock-a-Bye Baby) de Frank Tashlin : Doc Simpkins
  - 1958 : Once upon a horse... de Hal Kanter : Postmaster
  - 1958 : La Dernière Fanfare (The last hurrah) de John Ford : Cuke' Gillen
  - 1958 : L'Héritage de la colère (Money, women and guns) de Richard Bartlett (en) : Henry Devers

- Courts métrages
  - 1950 : Screen snapshot 2856 : it was only yesterday de Ralph Staub : Commentateur

#### Séries télévisées
- Crown theatre with Gloria Swanson épisode « Mr. Influence » : N/A
- 1953 : Racket squad saison 3, épisode 19 « His brother's keeper » : Longshot
- 1953 : The life of Riley saison 1, épisode 13 « Riley's family reunion » : Pa Riley
- 1953 : The Ford television theatre saison 1, épisode 34 « Sweet talk me, Jackson » : N/A
- 1954 : Public defender saison 1, épisode 25 « The ring » : Duke Scanlon
- 1954 : The Colgate comedy hour saison 5, épisode 8 « Let's face it » : Sergeant Humphrey Wiggins
- 1954 : The life of Riley saison 3, épisode 4 « Destination Brooklyn » : Mike Riley
- 1955 : The Eddie Cantor comedy theater saison 1, épisode 3 « The big bargain » : N/A
- 1955 : The life of Riley saison 3, épisode 26 « Chicken ranch » : Mike Riley
- 1955 : The Stu Erwin show saison 4, épisode 26 « The matchmakers » : Uncle Matt (crédité comme Jimmy Gleason)
- 1955 : So this is Hollywood saison 1, épisode 17 « The old timer » : N/A (crédité comme Jimmy Gleason)
- 1955 : Le Choix de... (Screen Directors Playhouse) saison 1, épisode 10 « Rookie of the year » : Ed Shafer
- 1955 : Damon Runyon theater saison 1, épisode 10 « The big umbrella » : Spider McCoy
- 1955 : Damon Runyon theater saison 2, épisode 9 « Dog about town » : Spider McCoy
- 1956 : Cheyenne saison 1, épisode 6 « The travelers » : Pop Keith
- 1956 : The Ford television theatre saison 4, épisode 17 « Try me for size » : Cal
- 1956 : Climax! saison 2, épisode 20 « The fifth weel » : Reverend Mr. McCarkle
- 1956 : The Adventures of Ozzie and Harriet saison 4, épisode 19 « Watching Thorny's house » : Delicatessen Clerk
- 1956 : The millionaire saison 3, épisode 4 « The Charles Hartford Simpson story » : Charles Hartford Simpson
- 1956 : Alfred Hitchcock présente (Alfred Hitchcock presents) saison 2, épisode 4 « Kill with kindness » : Mr. Jorgy
- 1957 : Alfred Hitchcock présente (Alfred Hitchcock presents) saison 2, épisode 22 « The end of indian summer » : Howard Fieldstone
- 1957 : Cavalcade of America (en) saison 5, épisode 27 « Shark of the mountain » : Noah Larkin
- 1957 : Leave it to beaver saison 1, épisode 9 « The clubhouse » : Pete
- 1957 : The restless gun saison 1, épisode 14 « The child » : Padre Terrence
- 1958 : The real McCoys saison 1, épisode 17 « The matchmaker » : Joe Johnson
- 1958 : Playhouse 90 saison 2, épisode 23 « No time at all » : Dolph Grimes

### Réalisateur
- 1932 : Off his base (court métrage)
- 1932 : Always kickin' (court métrage)
- 1932 : A hockey hick (court métrage)
- 1935 : Hot tip

### Producteur
- 1932 : Off his base (court métrage)

### Scénariste

#### Longs métrages
- 1927 : Non ! Pas possible ? (Is zat so ?), d'Alfred E. Green
- 1929 : Broadway Melody (The Broadway Melody) de Harry Beaumont
- 1929 : The Flying Fool de Tay Garnett
- 1929 : High voltage de Howard Higgin
- 1929 : Oh, yeah ? de Tay Garnett
- 1929 : The Shannons of Broadway d'Emmett J. Flynn
- 1929 : His First Command de Gregory La Cava
- 1930 : Vertige (Puttin' on the Ritz) d'Edward Sloman
- 1930 : The Swellhead de James Flood
- 1930 : Mammy, de Michael Curtiz (participation de James Gleason non créditée)
- 1930 : Dumbbells in ermine de John G. Adolfi
- 1930 : The fall guy, de Leslie Pearce
- 1930 : Rain or Shine, de Frank Capra
- 1930 : Quelle veuve ! (What a widow !), d'Allan Dwan, Dudley Murphy (non crédité) et James Seymour (non crédité)
- 1931 : Beyond Victory de John S. Robertson et Edward H. Griffith (non crédité)
- 1933 : Les faubourgs de New York (The Bowery) de Raoul Walsh
- 1934 : Orders Is Orders de Walter Forde
- 1934 : Premier amour (Change of heart) de John G. Blystone
- 1934 : Le Monde en marche (The world moves on) de John Ford (participation de James Gleason non créditée)
- 1934 : Entrée de service (Servant's entrance) de Frank Lloyd (participation de James Gleason non créditée)
- 1935 : Murder in the fleet d'Edward Sedgwick (participation de James Gleason non créditée)
- 1935 : Two fisted de James Cruze
- 1936 : Héros d'un soir d'Allan Dwan (participation de James Gleason non créditée)
- 1938 : Goodbye Broadway de Ray McCarey

#### Courts métrages
- 1929 : The garden of eatin' de John J. Mescall
- 1930 : Don't Believe It de William Watson
- 1931 : Doomed to Win de George Green
- 1931 : Three Hollywood girls de Roscoe Arbuckle

## Distinctions

### Récompense
- NBR Award 1941 : meilleur acteur[10] pour Le défunt récalcitrant (Here comes Mr. Jordan) et L'homme de la rue (Meet John Doe)

### Nomination
- Oscar 1942 : meilleur acteur dans un second rôle pour Le défunt récalcitrant (Here comes Mr. Jordan)